# مقالات في الاشتراكية الفابية
مقالات في الاشتراكية الفابية Fabian Essays in Socialism تأليف جورج برنارد شو وهو من أهم مؤلفات الكاتب، حيث يضم ما كتبه في موضوع شائك وهو الاشتراكية الفابية، ترجمة:محمد عبد الله الشفقي عدد صفحاته: 300 ومن أبرز فصول الكتاب: الأساس الاقتصادي للاشتراكية، التحول إلى الديمقراطية الاجتماعية، استحالة الفوضوية، اشتراكية لأصحاب الملايين، الجمعية الفابية، تجارة البلديات، الاشتراكية وأصحاب النبوغ.

## نبذة
الكتاب عبارة عن مجموعة من المقالات و الأوراق التي قدمها جورج برنارد شو أثناء نشاطه في الجمعية الفابية ذات التوجه الاشتراكي الديموقراطي والتي أنشئت عام 1884،وبإمكانتا القول بأن هذه الجمعية جاءت كرد فعل على هزيمة كوميونة باريس و التي أدخلت الشك في صفوف الاشتراكيين الثوريين حول مسألة اقامة النظام الاشتراكي عبر ثورة البروليتاريا، وهو ما حدا بالاشتراكيين الديموقراطيين توسيع نطاق عملهم و جذب الخلايا الاشتراكية لجانب مشروعهم الذي أخذ يبتعد أكثر فأكثر عن الأطروحة الماركسية والتي قدم لها برنارد شو نقدا هاما في هذه المقالات مثلما قدم نقدما آخر هاما للأناركية.
يعرض برناردشو في هذه المقالات النهج البريطاني الفابي للاشتراكية الديموقراطي محاولا عرضها كمثال نموذجي لقيادة الوعي الاشتراكي الديموقراطي، عبر عرض تفصيلي لمبادىء الاقتصاد السياسي الذي تتخذه الجمعية و تقدمه كدستور للنمط الاشتراكي الديموقراطي.
أهم المقالات التي تتناول الاشتراكية الفابية تشمل:
1. الاشتراكية الفابية: المبادئ والتطبيق: تناقش الأسس النظرية للاشتراكية الفابية وكيفية تطبيقها في السياسات العامة. الفابيون صاغوا نظرية تقوم على إعادة تنظيم الملكية (الأرض ورأس المال الصناعي) لصالح المصلحة العامة، مع التركيز على التدريجية والتخطيط السياسي كوسائل تطبيقية[3].[4]
2. الإصلاح التدريجي مقابل الثورة: تركز على أهمية التغيير التدريجي بدلاً من التحولات الثورية. الميزة المحورية للفابيين هي «التطوّر التدريجي» (gradualism): رفض الثورة العنيفة واعتماد العمل المؤسسي والدعوة والتشريع كطريق للتغيير. هذا مذكور صراحة في تعريف الفابية وفي أعمال المؤسسين[5]
3. دور الدولة في تحقيق العدالة الاجتماعية: تتناول دور الحكومة في ضمان توزيع عادل للموارد وتنظيم الاقتصاد. الفكر الفابي يدعم دور الدولة في نقل الملكية أو تنظيمها لخدمة الصالح العام وتوزيع المنافع — بمعنى تدخلٍ حكومي لتنظيم الاقتصاد والحدّ من الاحتكارات. شروحات كل من Fabian Essays وموسوعات مرجعية تؤكد هذا[3]
4. التعليم كأداة للتغيير الاجتماعي: تناقش أهمية التعليم في تحقيق أهداف الاشتراكية الفابية وبناء مجتمع أكثر مساواة.[6]
5. الاقتصاد التعاوني والاشتراكي: تركز على تعزيز التعاون الاقتصادي كبديل للرأسمالية التقليدية ودور الاقتصاد في تحقيق العدالة الاجتماعية.
6. التعليم والصحة: التأكيد على أهمية التعليم المجاني والرعاية الصحية كحقوق أساسية. ضمان التعليم والرعاية الصحيّة العامة كجزء من إطار العدالة الاجتماعية الذي تدافع عنه الفابية

هذه المقالات تعكس فلسفة الاشتراكية الفابية التي تدعو إلى التغيير التدريجي من خلال المؤسسات القائمة بدلاً من الثورة.

## أثر الكتاب
في مقدمة الطبعة الثانية، الصادرة بعد عشرين عامًا من الطبعة الأولى، أشار المؤلف إلى أن مقالاته ما زالت مؤثرة في الواقع الأوروبي، وهو ما تكرر بعد مرور أربعين عامًا، مما دفعه إلى إعداد مقدمات جديدة لتلك الطبعات لتوضيح أسباب استمرار حضورها وأهميتها.الفكرة المحورية في هذا التقديم أن أوروبا شهدت منذ أواخر القرن التاسع عشر تحوّلًا جذريًا في الفكر والممارسة الاشتراكية، بحيث أصبح التوجّه الفابي — أي الإصلاح التدريجي عبر المؤسسات الديمقراطية بدل الثورة العنيفة — هو التيار الغالب أو المهيمن. شو يبرز أن الفابيين لم يعودوا مجرد تيار فكري هامشي، بل صار تأثيرهم ماثلًا في السياسات الاجتماعية والاقتصادية، مما يجعل المقالات التي جمعها الكتاب ذات راهنية مستمرة حتى بعد عقود من نشرها.
"الكتاب قدم الاشتراكية بلغة بسيطة يفهمها الجميع، وبنى الاشتراكية كخطوة طبيعية متقدمة بعد الثورة الصناعية."

"لا يزال من المدهش بعد 25 عامًا إعادة قراءة هذه المقالات لرؤية مدى استمرار تأثيرها وتحقيق نبؤاتها."
نجد لحسن الحظ أن الأشياء الجوهرية في المقالات الفابية لا تستدعي التراجع أو الندم أو الاعتذار. بل نجد أن فيها أشياء كثيرة نفخر بها ، وهكذا نترك كتابنا بالصورة التي ظهر بها إلى الوجود أول مرة،

يبدو أن مجموعة المقالات هذه غير قابلة للزوال. وعندما بلغت عامها العشرين، وهو أمر لم نكن نتوقعه قط، كان علي بوصفي المكلف الأصلي بإعداد المقالات، أن أكتب لها مقدمة جديدة، وانصرمت عشرة أعوام ، وما زال القراء يتهافتون عليها، وكان على سيدني ويب (الذي أصبح لورد باسفيلد) أن يكتب مقدمة للمجموعة بمناسبة مررور ثلاثين عاما على مولدها. وقلنا إن المجموعة ستنتهي آن ذاك، ولكن لا، لقد بلغت عامها الأربعين وتعدته، وهاهم أولاء يطلبون مني أن أكتب مقدمتي الثالثة، أنا الذي تخامرني الدهشة لأني ما زلت حيا. وللإشارة أن هذين التقديمين قد وردا في نهاية الكتاب المترجم. 

## ما كتب عن الكتاب
أن الكتاب لا يقتصر فقط على تناول حياة الأديب الأيرلندي الكبير «برنارد شو»، وعرض مصادره الفكرية، ومناقشة أدبه ومسرحه، بل يتناول كذلك فلسفته ومذهبه الاشتراكي، حيث يُعَدُّ شو من مؤسَّسي «الاشتراكية الفابية» التي يتجنَّب أتباعها الصِّدام والمواجهة المباشرة بالانخراط في العمل السياسي، ويعملون بدلًا من ذلك على تسريب الفكرة عن طريق الإقناع والإيمان الطَّوعي.
"الكتاب قدم الاشتراكية بلغة بسيطة يفهمها الجميع، وبنى الاشتراكية كخطوة طبيعية متقدمة بعد الثورة الصناعية."
"لا يزال من المدهش بعد 25 عامًا إعادة قراءة هذه المقالات لرؤية مدى استمرار تأثيرها وتحقيق نبؤاتها."